# چیکیوژ
چیکیوژ (به لاتین: Trzyciąż) یک روستای لهستان در لهستان است که در Gmina Trzyciąż واقع شده‌است.